# Rabdomioma
Per rabdomioma in campo medico, si intende un tumore benigno primitivo del cuore, ma anche di qualsiasi altro muscolo scheletrico; le loro dimensioni generalmente oscillano fra i 2 mm e i 2 cm. Esperti suggeriscono sia una malformazione cardiaca e non una neoplasia, ma tale informazione è ancora oggetta di studio. Alla comparsa dei rabdomiomi si associa spesso la sclerosi tuberosa.

## Epidemiologia
Colpisce prevalentemente i neonati e i bambini, fra i nascituri è la neoplasia più diffusa.

## Sintomatologia
I sintomi e i segni clinici dipendono dalle dimensioni e dalla localizzazione del rabdomioma, aritmie quali la tachicardia sopraventricolare parossistica e quella ventricolare, arresto cardiaco con morte.

## Esami
- Radiografia del torace, il primo esame da effettuare che fornisce alcuni indizi sulla diagnosi, sono presenti calcificazioni
- Angiografia, in passato molto utilizzata per la diagnosi ora sostituito da un esame più preciso, l'ecocardiografia
- Ecocardiografia, dove si presenta delle masse iperecogene intramurali
- Biopsia, rimane l'esame diagnostico più efficace.

## Terapie
Negli infanti la neoplasia, in quasi la metà dei casi, regredisce spontaneamente e quindi nessun trattamento è necessario, per gli altri casi la terapia è il trattamento chirurgico tramite resezione.